# Interzonenturnier Rio de Janeiro 1979

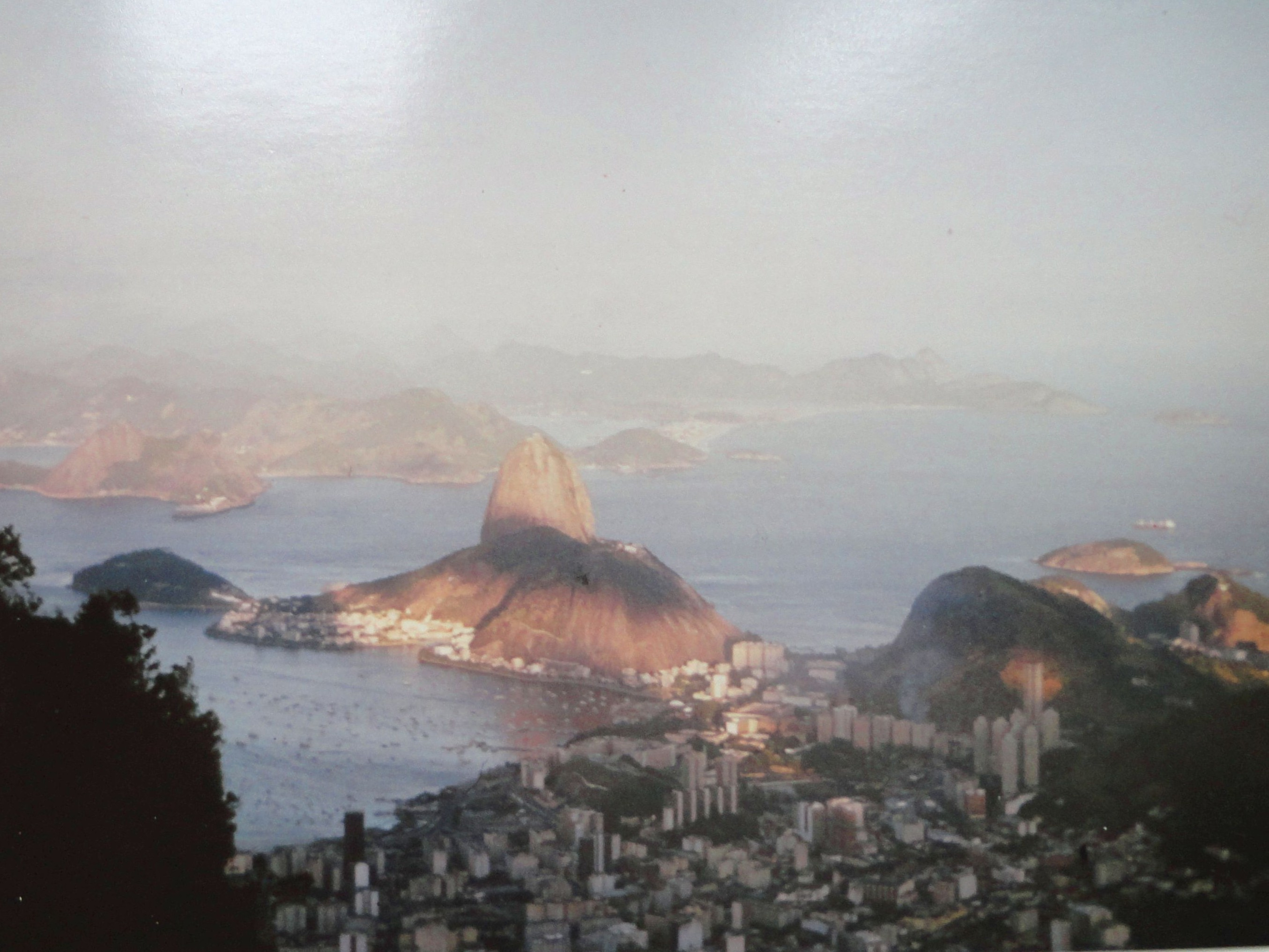
Blick vom Corcovado auf Rio (1979)

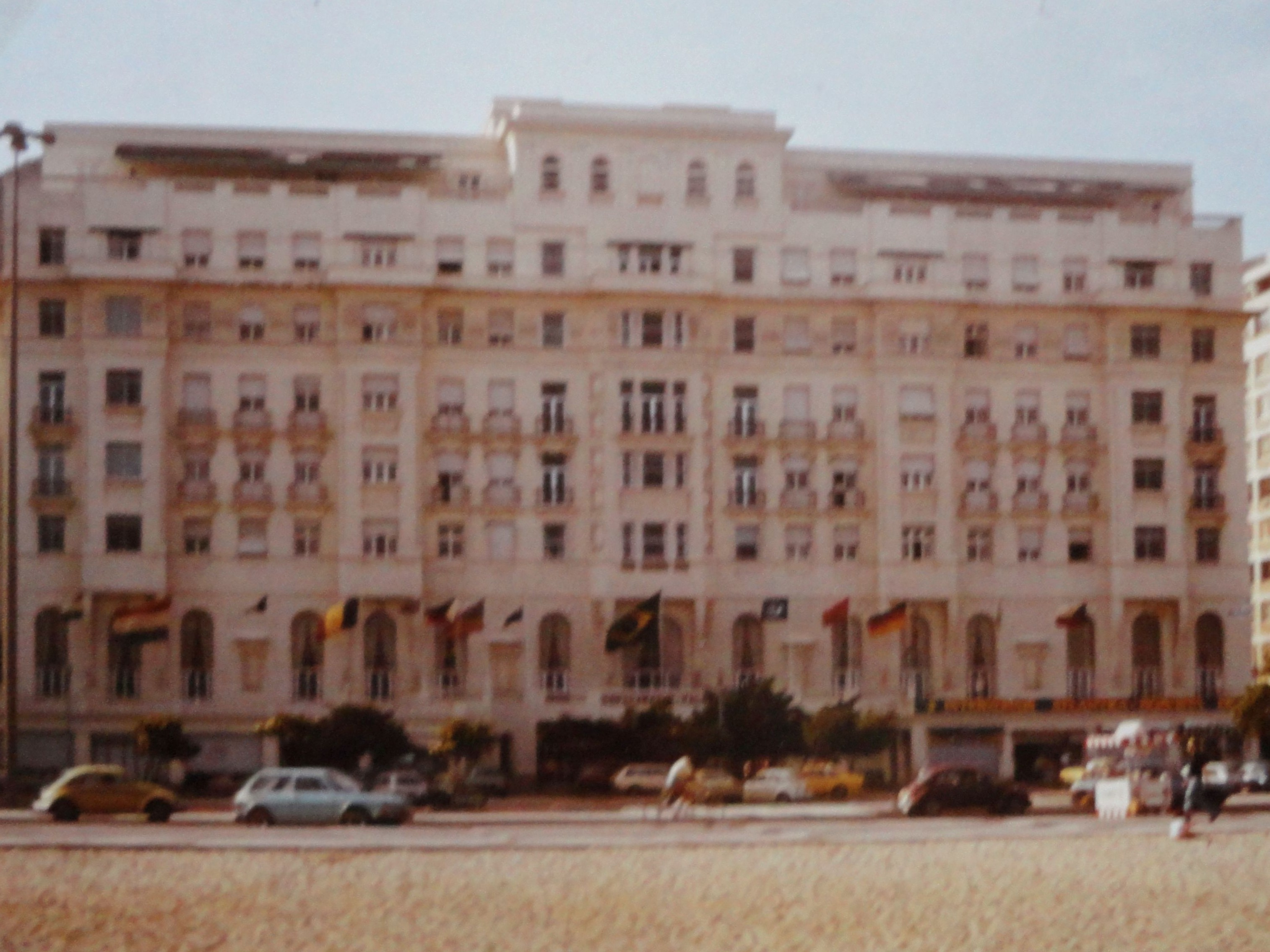
Hotel Copacabana Palace (1979)

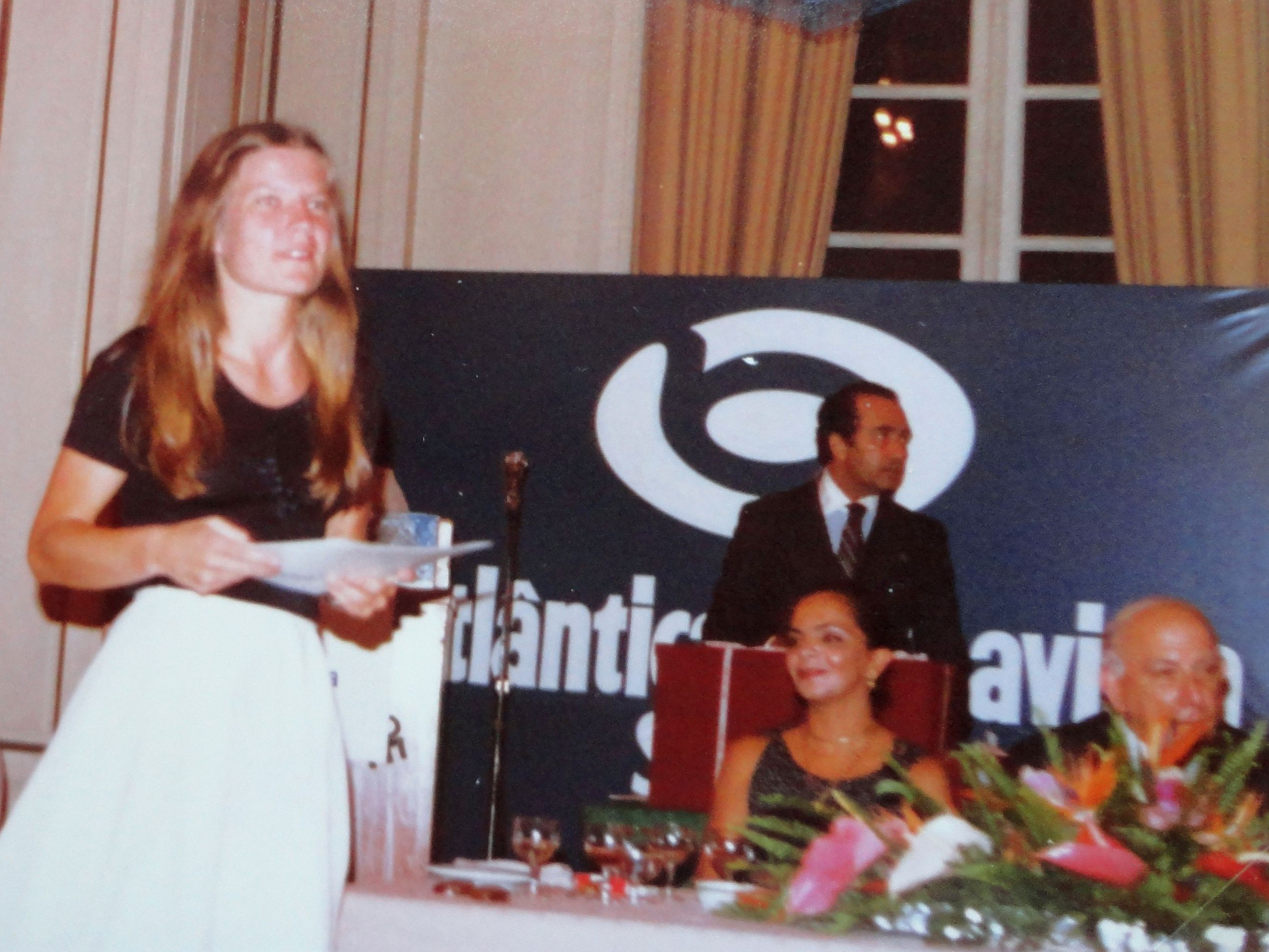
Gisela Fischdick bei der Siegerehrung

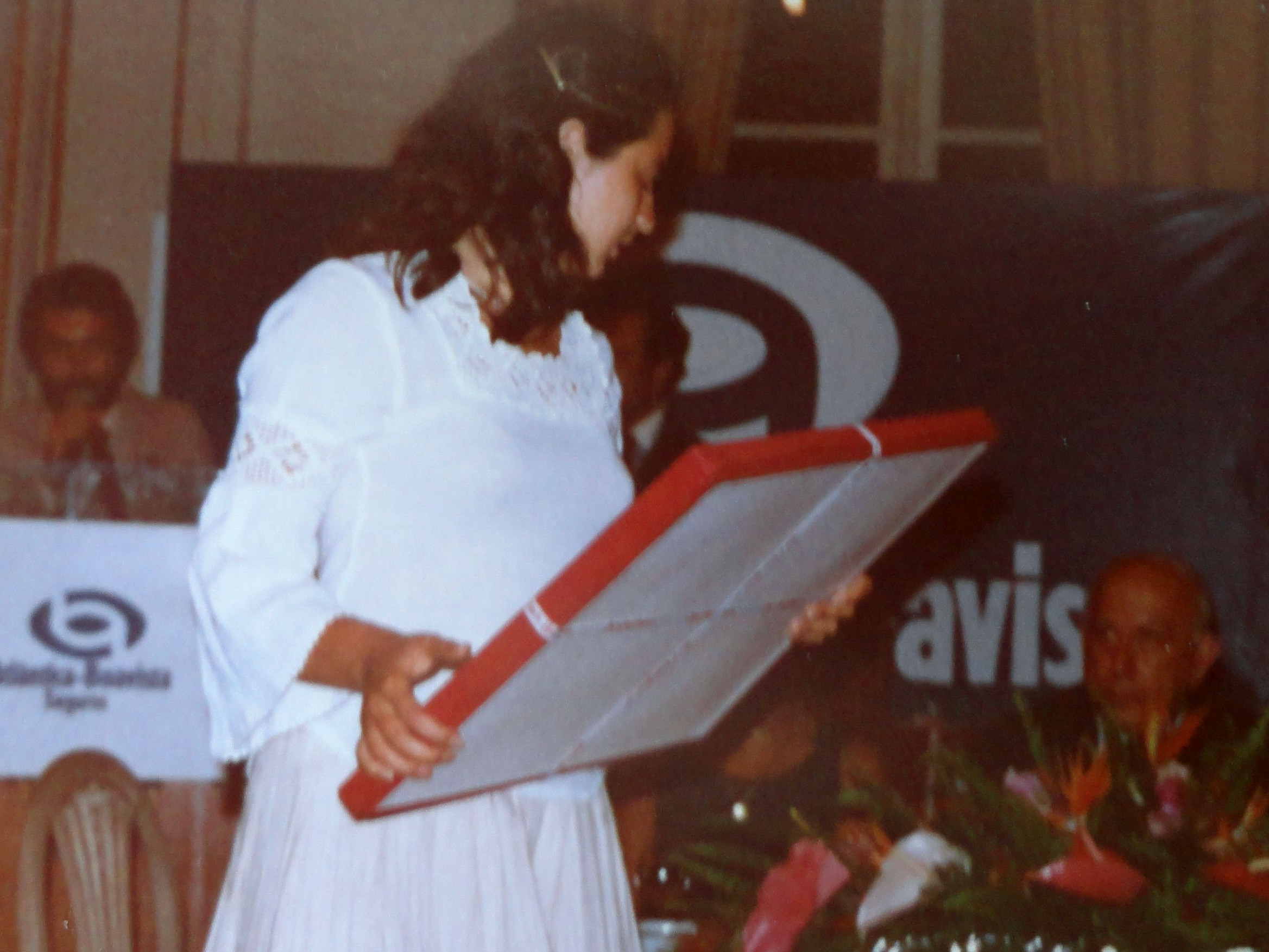
Nana Iosseliani bei der Siegerehrung

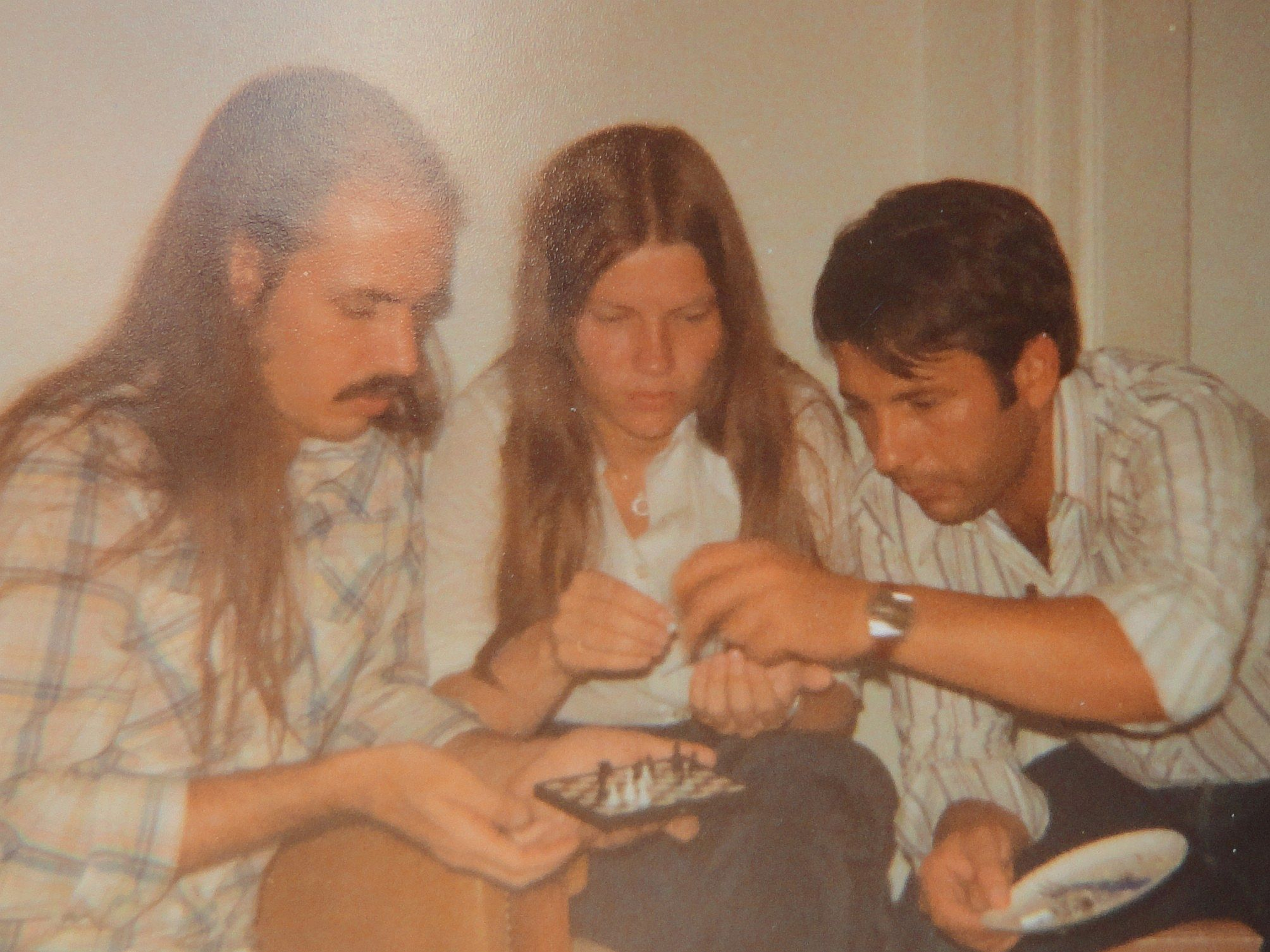
Slobodan Martinović (re.) analysiert

Die Interzonenturniere 1979 in Rio de Janeiro der Frauen und der Männer waren internationale Schachturniere.

## Überblick
Vom 22. September bis 21. Oktober 1979 fanden in Rio de Janeiro (Brasilien) zwei Interzonenturniere statt, parallel zum Turnier der Frauen das der Männer. Austragungsort war das Hotel Copacabana Palace in Rio de Janeiro.
Robert Hübner wurde punktgleich Erster zusammen mit Lajos Portisch und Tigran Petrosjan bei den Männern.
Bei den Frauen erreichte Gisela Fischdick den vierten Platz, der sie für die Teilnahme am Kandidatenturnier qualifizierte.
Als weitere Teilnehmerin aus Deutschland erreichte Barbara Hund Platz 14. Als Trainer und Sekundant der Frauen fungierte Sergiu Samarian.

## Kreuztabelle des Interzonenturnieres der Frauen
|    | Teilnehmerin                | 01 | 02 | 03 | 04 | 05 | 06 | 07 | 08 | 09 | 10 | 11 | 12 | 13 | 14 | 15 | 16 | 17 | Punkte | Wertung |
| -- | --------------------------- | -- | -- | -- | -- | -- | -- | -- | -- | -- | -- | -- | -- | -- | -- | -- | -- | -- | ------ | ------- |
| 01 | Nana Iosseliani             |    | ½  | 1  | 1  | ½  | 1  | 1  | 1  | 1  | 1  | 1  | 1  | 1  | 1  | ½  | 1  | 1  | 14½    | 108,25  |
| 02 | Zsuzsa Verőci               | ½  |    | 1  | ½  | ½  | ½  | ½  | ½  | 1  | ½  | 1  | 1  | 1  | 1  | 1  | ½  | 1  | 12     | 87,50   |
| 03 | Nana Alexandria             | 0  | 0  |    | ½  | ½  | 1  | 0  | 1  | 1  | 0  | 1  | 1  | 1  | 1  | 1  | 1  | 1  | 11     | 70,50   |
| 04 | Gisela Fischdick            | 0  | ½  | ½  |    | ½  | 1  | 1  | ½  | 1  | 1  | ½  | 0  | 1  | ½  | ½  | 1  | 1  | 10½    | 74,50   |
| 05 | Elisabeta Polihroniade      | ½  | ½  | ½  | ½  |    | ½  | 1  | ½  | ½  | ½  | ½  | 0  | 1  | 1  | 1  | 1  | 1  | 10½    | 73,50   |
| 06 | Walentina Koslowskaja       | 0  | ½  | 0  | 0  | ½  |    | 1  | 1  | ½  | 1  | 1  | 1  | 0  | ½  | ½  | 1  | 1  | 9½     | 63,25   |
| 07 | Milunka Lazarević           | 0  | ½  | 1  | 0  | 0  | 0  |    | 0  | 1  | 1  | 1  | 1  | 1  | 0  | 1  | 1  | 1  | 9½     | 60,50   |
| 08 | Tatjana Satulowskaja        | 0  | ½  | 0  | ½  | ½  | 0  | 1  |    | ½  | 0  | 0  | 1  | 1  | 1  | 1  | 1  | 1  | 9      | 55,50   |
| 09 | Květa Eretová               | 0  | 0  | 0  | 0  | ½  | ½  | 0  | ½  |    | 1  | 1  | 1  | 1  | 1  | 1  | ½  | 1  | 9      | 54,25   |
| 10 | Borislava Borisova          | 0  | ½  | 1  | 0  | ½  | 0  | 0  | 1  | 0  |    | 1  | ½  | 0  | ½  | 1  | 1  | 1  | 8      | 51,00   |
| 11 | Jana Miles                  | 0  | 0  | 0  | ½  | ½  | 0  | 0  | 1  | 0  | 0  |    | 1  | ½  | 1  | 1  | 1  | 1  | 7½     | 41,25   |
| 12 | Rachel Crotto               | 0  | 0  | 0  | 1  | 1  | 0  | 0  | 0  | 0  | ½  | 0  |    | 1  | ½  | ½  | 1  | 1  | 6½     | 38,50   |
| 13 | Jayshree Khadilkar          | 0  | 0  | 0  | 0  | 0  | 1  | 0  | 0  | 0  | 1  | ½  | 0  |    | 1  | 1  | 1  | 1  | 6½     | 33,25   |
| 14 | Barbara Hund                | 0  | 0  | 0  | ½  | 0  | ½  | 1  | 0  | 0  | ½  | 0  | ½  | 0  |    | 1  | 1  | 1  | 6      | 32,75   |
| 15 | Edith Soppe                 | ½  | 0  | 0  | ½  | 0  | ½  | 0  | 0  | 0  | 0  | 0  | ½  | 0  | 0  |    | 1  | 1  | 4      | 22,50   |
| 16 | Ruth Volgl Cardoso          | 0  | ½  | 0  | 0  | 0  | 0  | 0  | 0  | ½  | 0  | 0  | 0  | 0  | 0  | 0  |    | ½  | 1      | 10,75   |
| 17 | Ana Luisa Carvajal Gamoneda | 0  | 0  | 0  | 0  | 0  | 0  | 0  | 0  | 0  | 0  | 0  | 0  | 0  | 0  | 0  | ½  |    | ½      | 0,75    |

## Kreuztabelle des Interzonenturnieres der Männer
|    | Teilnehmer                | 01 | 02 | 03 | 04 | 05 | 06 | 07 | 08 | 09 | 10 | 11 | 12 | 13 | 14 | 15 | 16 | 17 | 18 | Punkte |
| -- | ------------------------- | -- | -- | -- | -- | -- | -- | -- | -- | -- | -- | -- | -- | -- | -- | -- | -- | -- | -- | ------ |
| 01 | Robert Hübner             |    | ½  | ½  | ½  | ½  | 1  | ½  | 1  | 1  | 1  | 0  | ½  | ½  | ½  | ½  | 1  | 1  | 1  | 11½    |
| 02 | Lajos Portisch            | ½  |    | ½  | ½  | 1  | 0  | 1  | 0  | 1  | ½  | ½  | 1  | 1  | 1  | 1  | 1  | 0  | 1  | 11½    |
| 03 | Tigran Petrosjan          | ½  | ½  |    | ½  | 1  | ½  | 1  | ½  | ½  | ½  | ½  | ½  | 1  | ½  | 1  | 1  | 1  | ½  | 11½    |
| 04 | Jan Timman                | ½  | ½  | ½  |    | ½  | ½  | 1  | 1  | 0  | ½  | 1  | 1  | ½  | 1  | ½  | ½  | 1  | ½  | 11     |
| 05 | Borislav Ivkov            | ½  | 0  | 0  | ½  |    | 1  | ½  | 1  | ½  | 1  | ½  | ½  | ½  | ½  | ½  | ½  | 1  | ½  | 9½     |
| 06 | Jaime Sunye Neto          | 0  | 1  | ½  | ½  | 0  |    | 0  | 0  | 1  | ½  | 1  | 1  | ½  | 1  | 1  | ½  | ½  | ½  | 9½     |
| 07 | Gyula Sax                 | ½  | 0  | 0  | 0  | ½  | 1  |    | 1  | 0  | ½  | ½  | 1  | 0  | 1  | 0  | 1  | 1  | 1  | 9      |
| 08 | Eugenio Torre             | 0  | 1  | ½  | 0  | 0  | 1  | 0  |    | ½  | 0  | ½  | ½  | 1  | ½  | 1  | 1  | ½  | 1  | 9      |
| 09 | Yuri Balashov             | 0  | 0  | ½  | 1  | ½  | 0  | 1  | ½  |    | ½  | ½  | ½  | ½  | ½  | 1  | ½  | 1  | ½  | 9      |
| 10 | Leonid Schamkowitsch      | 0  | ½  | ½  | ½  | 0  | ½  | ½  | 1  | ½  |    | 1  | ½  | 1  | 1  | 0  | 0  | ½  | ½  | 8½     |
| 11 | Jan Smejkal               | 1  | ½  | ½  | 0  | ½  | 0  | ½  | ½  | ½  | 0  |    | ½  | 1  | 0  | ½  | 1  | ½  | 1  | 8½     |
| 12 | Rafael Vaganian           | ½  | 0  | ½  | 0  | ½  | 0  | 0  | ½  | ½  | ½  | ½  |    | 0  | 1  | 1  | 1  | 1  | ½  | 8      |
| 13 | Guillermo García González | ½  | 0  | 0  | ½  | ½  | ½  | 1  | 0  | ½  | 0  | 0  | 1  |    | 1  | 0  | ½  | ½  | 1  | 7½     |
| 14 | Dragoljub Velimirović     | ½  | 0  | ½  | 0  | ½  | 0  | 0  | ½  | ½  | 0  | 1  | 0  | 0  |    | 1  | 1  | 1  | 1  | 7½     |
| 15 | Khosro Harandi            | ½  | 0  | 0  | ½  | ½  | 0  | 1  | 0  | 0  | 1  | ½  | 0  | 1  | 0  |    | 0  | 1  | ½  | 6½     |
| 16 | Luis Marcos Bronstein     | 0  | 0  | 0  | ½  | ½  | ½  | 0  | 0  | ½  | 1  | 0  | 0  | ½  | 0  | 1  |    | 1  | ½  | 6      |
| 17 | Shimon Kagan              | 0  | 1  | 0  | 0  | 0  | ½  | 0  | ½  | 0  | ½  | ½  | 0  | ½  | 0  | 0  | 0  |    | 1  | 4½     |
| 18 | Jean Hébert               | 0  | 0  | ½  | ½  | ½  | ½  | 0  | 0  | ½  | ½  | 0  | ½  | 0  | 0  | ½  | ½  | 0  |    | 4½     |
|    | Henrique da Costa Mecking |    |    |    |    | ½  |    |    |    |    |    | H  |    |    |    |    |    |    |    |        |

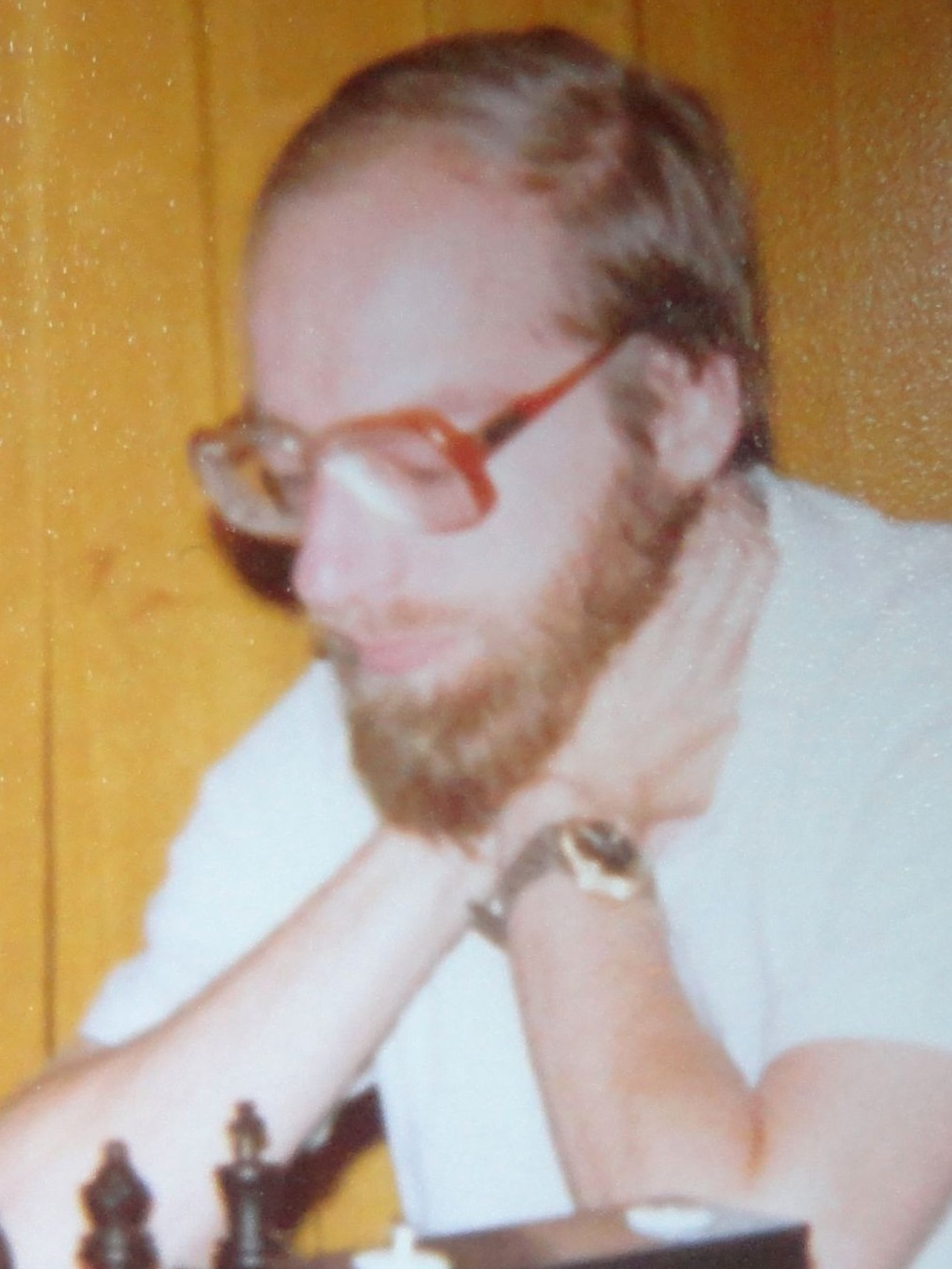
Robert Hübner, Rio 1979

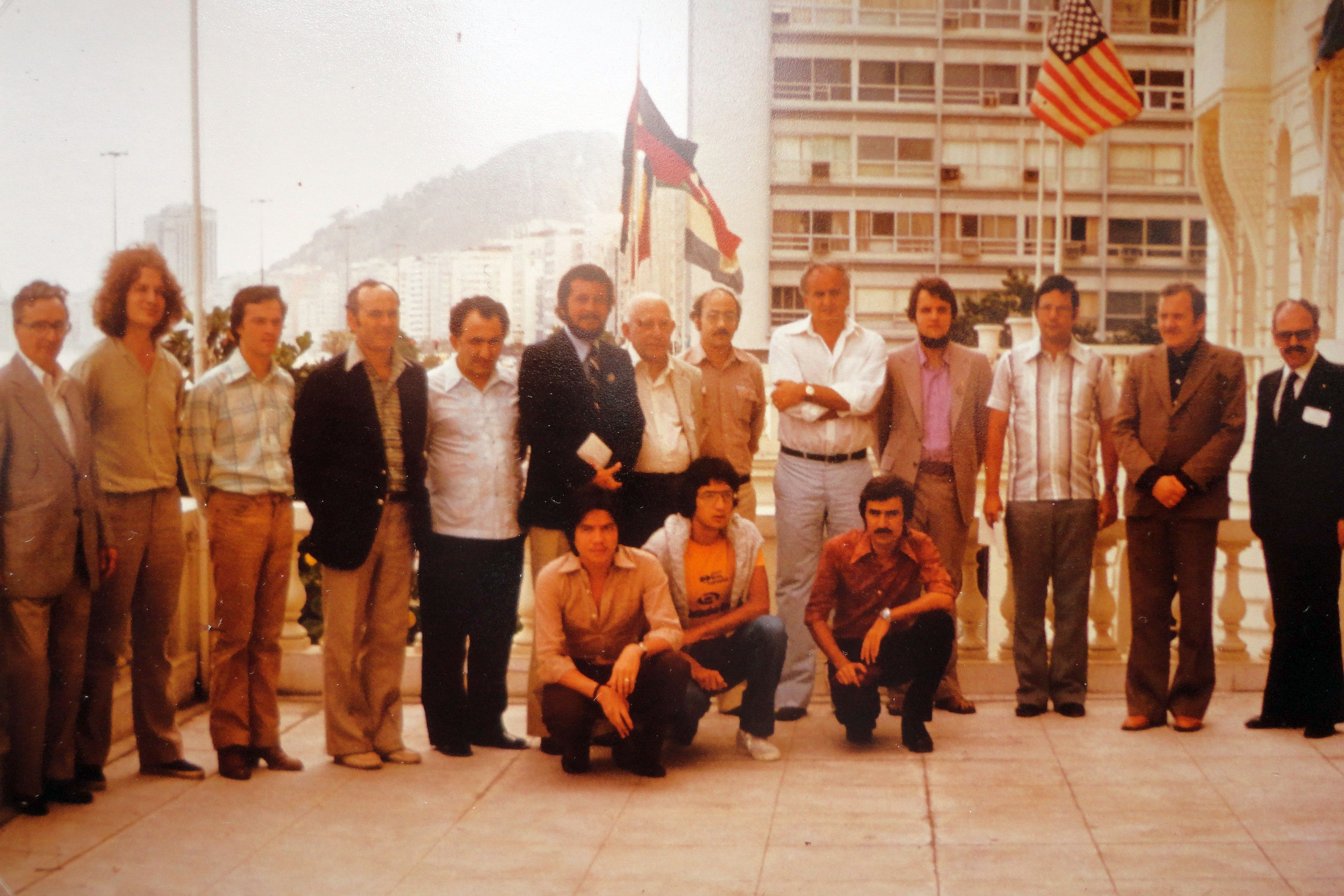
Gruppenbild der Männer

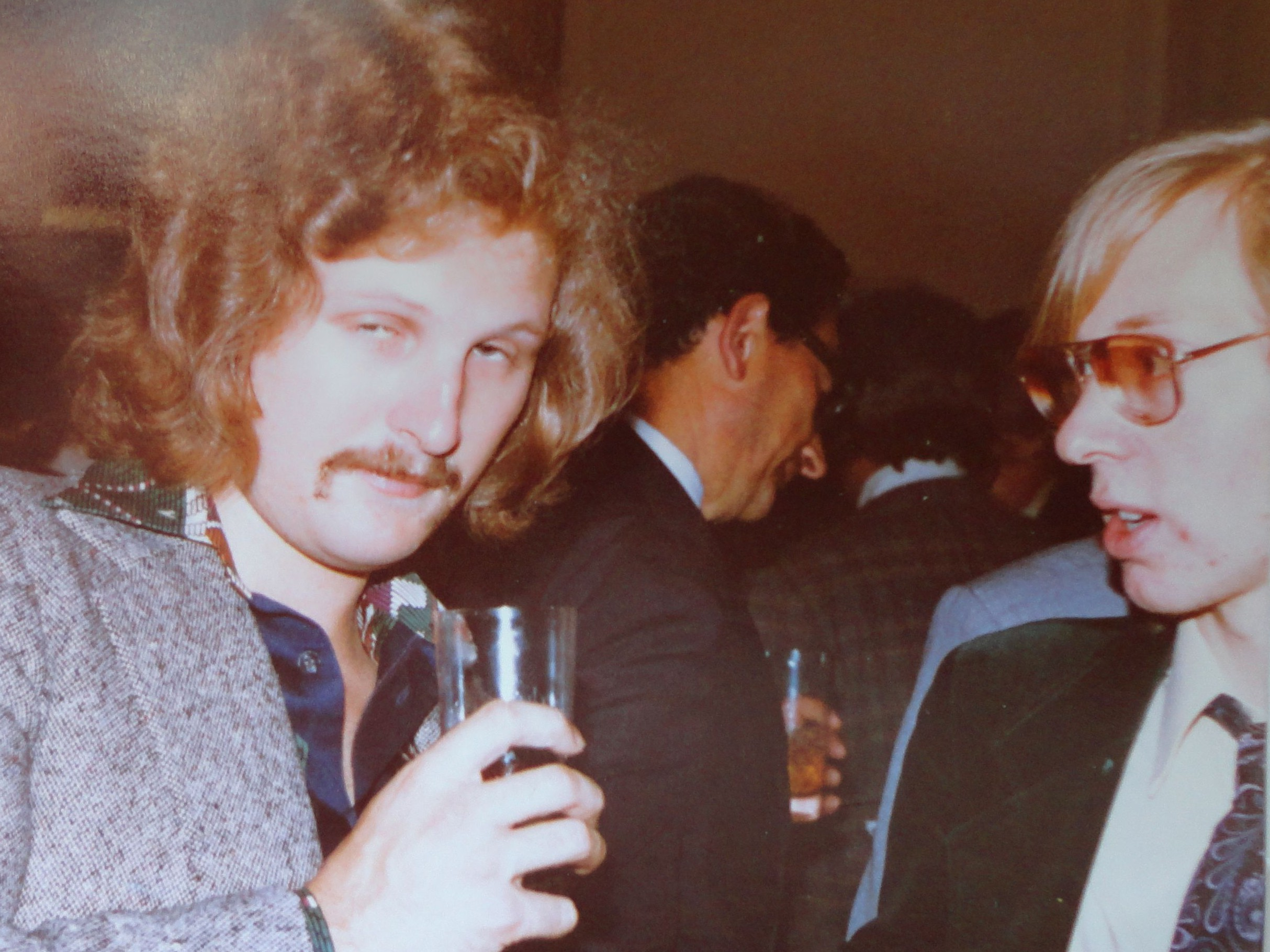
Sekundanten Miles und Chandler

Anmerkung: Henrique da Costa Mecking trat nach der zweiten Runde vom Turnier zurück, seine Partien wurden aus der Wertung genommen. Seine Partie gegen Jan Smejkal aus der zweiten Runde wurde abgebrochen und nicht beendet.